# Вељск
Вељск (рус. Вельск) град је у Русији у Архангелској области. Према попису становништва из 2010. у граду је живело 23885 становника.

## Становништво
| 1939. | 1959.  | 1970.  | 1979.  | 1989.  | 2002.  | 2010.  |
| ----- | ------ | ------ | ------ | ------ | ------ | ------ |
| 6.712 | 16.938 | 21.899 | 24.556 | 25.967 | 26.241 | 23.885 |